# Placówka Straży Celnej „Wilsznia”

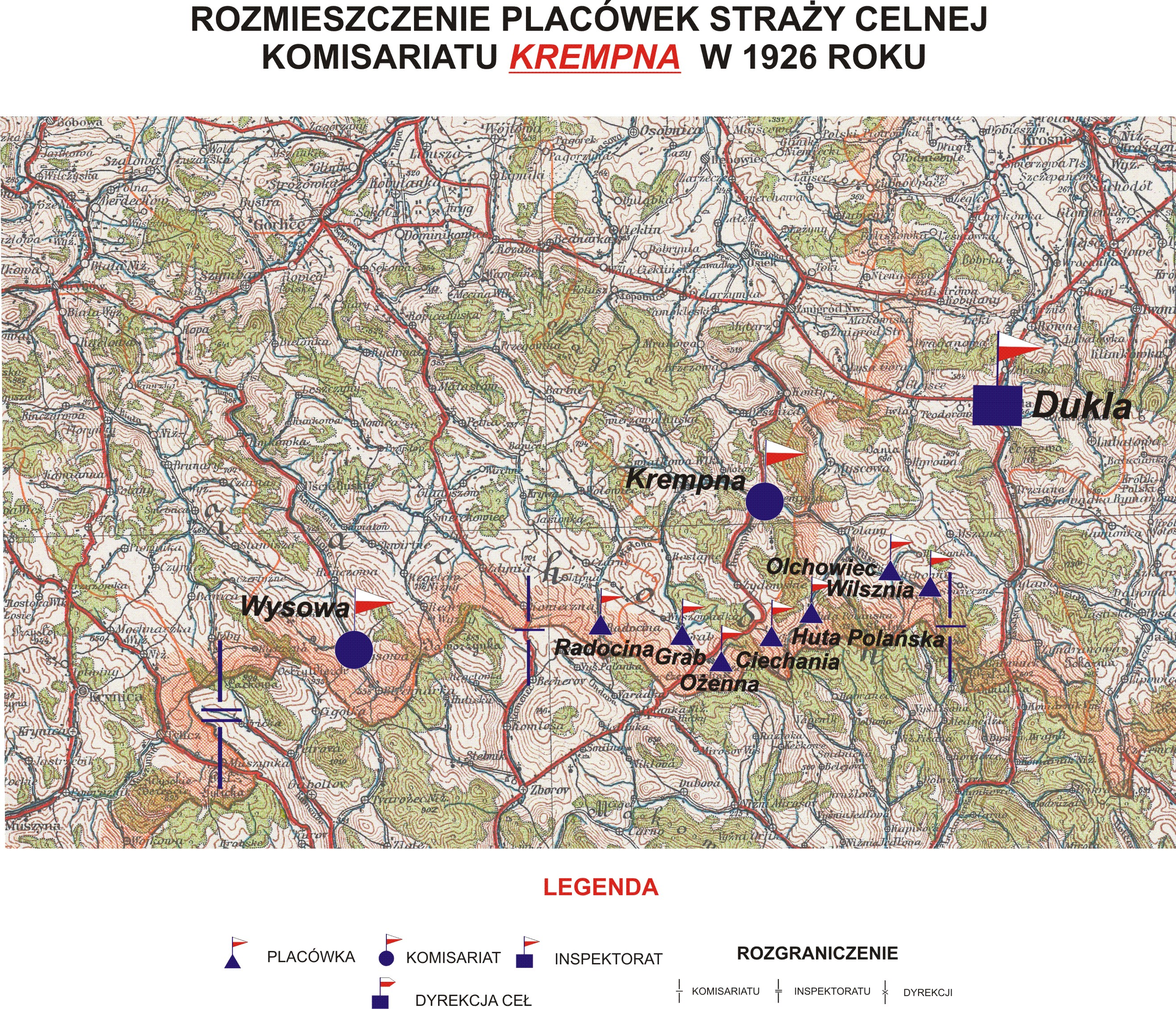
Rozmieszczenie placówek SC Komisariatu Krempna w 1926 r.

Placówka Straży Celnej „Wilsznia” – jednostka organizacyjna Straży Celnej pełniąca w okresie międzywojennym służbę ochronną na granicy polsko-czechosłowackiej.

## Formowanie i zmiany organizacyjne
Na wniosek Ministerstwa Skarbu, uchwałą z 10 marca 1920 roku, powołano do życia Straż Celną. Od połowy 1921 roku jednostki Straży Celnej rozpoczęły przejmowanie odcinków granicy od pododdziałów Batalionów Celnych. W 1922 roku w Dukli stacjonował sztab 2 kompanii 6 batalionu celnego. Kompania wystawiała między innymi placówkę w Wilszni. Proces tworzenia Straży Celnej trwał do końca 1922 roku. Placówka Straży Celnej „Wilsznia” weszła w podporządkowanie komisariatu Straży Celnej „Krempna” z Inspektoratu SC „Dukla”.
W drugiej połowie 1927 roku przystąpiono do gruntownej reorganizacji Straży Celnej. W praktyce skutkowało to rozwiązaniem tej formacji granicznej. Ochronę północnej, zachodniej i południowej granicy państwa przejęła powołana z dniem 2 kwietnia 1928 roku Straż Graniczna.  W strukturach nowo powstałej formacji placówki „Wilsznia” nie odtworzono.

## Funkcjonariusze placówki
Kierownicy placówki
| stopień          | imię i nazwisko, numer | okres pełnienia służby | kolejne stanowisko |
| ---------------- | ---------------------- | ---------------------- | ------------------ |
| starszy strażnik | Bronisław Tuta (1064)  | był w 1926             |                    |

Obsada personalna placówki w 1926:
- starszy strażnik Bronisław Tuta (1064)
- strażnik Antoni Kasprzak (1002)
- strażnik Antoni Mikołajczyk (1089)
- strażnik Władysław Wróblewski (1899)